# 朱迪·泰勒
朱迪丝·梅·海斯，即朱迪·泰勒（Judy Tyler，1932年10月9日—1957年7月3日），美国女演员。

## 早年生涯
泰勒出生于一个演艺家庭，曾学过舞蹈与表演。青少年时期开始自己的演艺生涯。
之后，她获得了在好莱坞演电影的机会。先是出演Bop Girl Goes Calypso，之后和“猫王”埃尔维斯·普雷斯利共同担纲主演了电影《监狱摇滚》（1957），泰勒扮演了一位唱片经纪人。

## 去世
在拍完电影《监狱摇滚》后不久，同年7月3日，她和她的第二任丈夫离开洛杉矶返回曼哈顿的途中，不幸在怀俄明州的洛克河附近发生车祸，泰勒当场香消玉殒，她的丈夫也在车祸第二天死亡。
好友艾維斯·普里斯萊听说了她的死讯时悲痛万分，他再也没有看过《监狱摇滚》。